# Kelly Gale
Kelly Gale, född 14 maj 1995 i Göteborg, är en svensk fotomodell och skådespelare. Hennes mor kommer ursprungligen från Poona, Indien, men adopterades vid fem års ålder av svenskar, och hennes far kommer från Tatura, Australien. Hon var med vid Victoria's Secret Fashion Show åren 2013, 2014, 2016 och 2018.
Sedan 2021 är hon förlovad med skådespelaren Joel Kinnaman. De gifte sig 2024.